# Villancico de Coventry
Coventry Carol ( “El villancico de Coventry”) es el título de un célebre villancico navideño tradicional, originario de Inglaterra y fechado alrededor del siglo XVI. De autor anónimo, fue transcrito por Robert Croo en 1534 y publicado por primera vez en 1591. La melodía original del XVI siglo fue revisada posteriormente por Thomas Sharp en 1817.
El villancico, que tradicionalmente se canta a capela, forma parte de la representación de la Matanza de los Inocentes (Evangelio de San Mateo, 2, 16 – 18; festividad: 28 de diciembre), que – junto con otros episodios del Evangelio – tradicionalmente se representaba por el gremio de los sastres y de los esquiladores de Coventry en la tragedia titulada  The Pageant of the Shearmen and Tailors  (“El espectáculo teatral de los esquiladores y de los sastres”).

## Texto
El texto habla de un episodio de la Matanza de los Inocentes, en el que algunas mujeres tratan de calmar a sus hijos para que no sean escuchados por el ejército de Herodes el Grande:

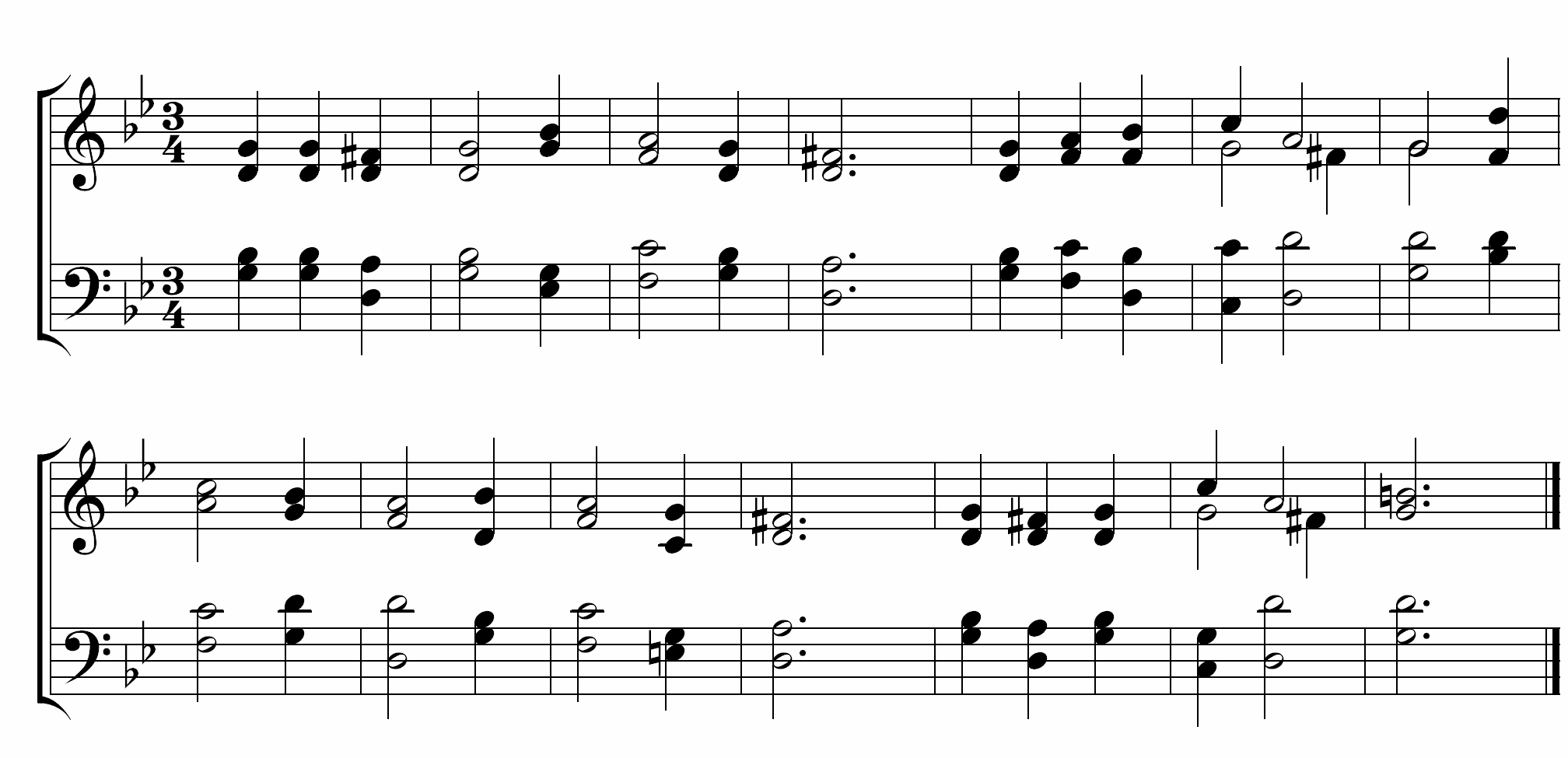
La partitura del villancico.

| Letra original | Letra moderna |
| --- | --- |
| Lully, lulla, thou little tiny child, By by, lully, lulla thou little tiny child, By by, lully, lullay!                  | Lully, lullay, thou little tiny child, Bye bye, lully, lullay. Lully, lullay, thou little tiny child, Bye bye, lully, lullay. |
| O sisters too, how may we do For to preserve this day This pore yongling for whom we do singe By by, lully, lullay?      | O sisters too, how may we do For to preserve this day This poor youngling for whom we sing, "Bye bye, lully, lullay"?         |
| Herod, the king, in his raging, Chargid he hath this day His men of might in his owne sight All yonge children to slay,— | Herod the king, in his raging, Chargèd he hath this day His men of might in his own sight All young children to slay.         |
| That wo is me, pore child, for thee, And ever morne and may For thi parting nether say nor singe, By by, lully, lullay.  | That woe is me, poor child, for thee And ever mourn and may For thy parting neither say nor sing, "Bye bye, lully, lullay."   |

## Versiones discográficas
- Tori Amos (en el álbum Midwinter Graces  del 2009)
- Nox Arcana (en el álbum Winter's Knight)
- Joan Báez (en el álbum Noël del 1966)
- Claudio Baglioni (en el álbum Una pequeña Navidad más del 2012)
- The Cambridge Sisters
- B.J. Cole
- John Denver (en el álbum Rocky Mountain Christmas  del 1975)
- Annie Lennox (en el álbum "A Christmas Cornucopia" del 2010)
- Mannheim Steamroller (1984)
- Loreena McKennitt (en los álbumes A Winter Garden - Five Songs for the Season  del 1995 y A Midwinter Night's Dream  del 2008)
- Alison Moyet
- The Swingle Sisters
- Suzanne Vega (en los álbumes  Celebrate the Season: T.J. Martell Christmas Álbum del 1998)
- Pentatonix (en el álbum a Pentatonix Christmas del 2016)